# 明斯特公社
明斯特重浸派国（德語：Täuferreich von Münster），又称明斯特公社，是1534年2月重浸派在神圣罗马帝国明斯特采邑主教區明斯特建立的一個神權政府，莱顿的约翰自立为国王。1535年6月24日，明斯特被攻陷，明斯特公社倒台。